# Принцип неперервності
Принцип неперервності (або закон неперервності) — евристичний науково-філософський принцип, використовуваний у природознавстві — в математиці, фізиці, біології та інших науках. Коротко цей принцип можна звести до двох правил:
1. Усі зміни в природі відбуваються неперервно, без стрибків («Natura non facit saltus[en]»).
2. Будь-яка зміна потребує ненульового періоду часу.

Першим ці принципи ясно висловив Лейбніц (1676 рік і далі), який додав до них кілька інших, які також пов'язував із принципом неперервності:
1. нескінченну подільність фізичних величин;
2. принцип нерозрізненності — у природі немає двох абсолютно тотожних речей.

## Історія
Витоки цього принципу у філософії можна знайти в уривках Геракліта, який уподібнював плин часу річці з водами, що постійно змінюють одна одну. У дещо більш розвиненому формулюванні: «все, що істинне для скінченного, істинне й для нескінченного», цей принцип сформулювали Микола Кузанський та Йоганн Кеплер. У такому формулюванні, з сучасної точки зору, цей закон помилковий — наприклад, твердження «ціле більше частини» істинне для скінченних множин і хибне для нескінченних, якщо мірою величини множини прийняти її потужність («парадокс Галілея»). Кеплер використовував закон неперервності, щоб обчислити площу круга; для цього він подав коло як многокутник із нескінченним числом сторін нескінченно малої довжини. У новий час цей принцип розробляв Лейбніц, який вважав його універсальним, виконуваним у математиці, фізиці та метафізиці. Характерні формулювання Лейбніца:

Я вважаю, що немає жодної частини матерії, яка була б — не скажу, тільки неподільною, але навіть не розділеною актуально і, отже, будь-яка найдрібніша частинка матерії має розглядатися як світ, наповнений безліччю різноманітних створінь.

Ніщо не відбувається відразу, і одне з моїх основних та достовірних положень — це те, що природа ніколи не робить стрибків… Значення цього закону у фізиці дуже велике: через цей закон кожен перехід від малого до великого і навпаки відбувається через проміжні величини. 

## У математиці
Лейбніц використав цей принцип для обґрунтування можливості арифметичних операцій із нескінченно малими величинами і сподівався за його допомогою обґрунтувати математичний аналіз. Гаспар Монж у монографії «Нарисна геометрія» (1799) дав своє формулювання:

Будь-яка властивість фігури, що виражає відношення положення і виправдовується в незліченній множині безперервно пов'язаних між собою випадків, може бути поширена на всі фігури одного й того ж роду, хоча б вона допускала доведення тільки за припущення, що побудови, здійсненні не інакше як у відомих межах, можна виконати насправді. Така властивість має місце навіть у тих випадках, коли внаслідок повного зникнення деяких необхідних для доведення проміжних величин передбачувані побудови не можна здійснити насправді.
Близький за ідеєю закон неперервності, що стосується чисел перетину в геометрії, розвинув Жан-Віктор Понселе в його «Трактаті про проєктивні властивості фігур» (Traité des propriétés projectives des figure).
Принцип неперервності Кантора, званий також «лемою про вкладені відрізки», доводить (або постулює) неперервність множини дійсних чисел.
У комплексному аналізі існують теореми про аналітичне продовження. Розглянемо дві області, що не перетинаються {\displaystyle G_{1}} і {\displaystyle G_{2}} та аналітичні в цих областях функції {\displaystyle f_{1}} і {\displaystyle f_{2}}. Далі, нехай {\displaystyle \Gamma \subset \partial G_{1}\cap \partial G_{2}} — деяка жорданова крива, яка має властивість, що {\displaystyle f_{1}} і {\displaystyle f_{2}} неперервно продовжуються на неї і на {\displaystyle \Gamma } виконується {\displaystyle f_{1}\equiv f_{2}}. Тоді функція {\displaystyle F}, визначена таким співвідношенням
буде аналітичною в {\displaystyle G_{1}\cup \Gamma \cup G_{2}}.
Принцип перенесення забезпечує математичну реалізацію закону неперервності в системі гіпердійсних чисел.

## У фізиці
Принцип неперервності у фізико-хімічному аналізі стверджує, що якщо в системі не утворюються нові фази або не зникають наявні, то за неперервної зміни параметрів системи властивості окремих фаз і властивості системи змінюються неперервно.
Принцип неперервності в теорії котушок індуктивності: запас енергії магнітного поля в котушці і струм індуктивності не можуть змінюватися стрибком (див. Перехідні процеси в електричних колах і Потокозчеплення).

## В інших науках
У геотектоніці принцип неперервності осадових шарів стверджує, що осадовий шар спочатку має неперервне поширення, і лише пізніше може бути розчленований під впливом різних геологічних сил.
«Між рослинами та тваринами, між мінералами та рослинами існують проміжні форми, які науці ще належить відкрити: у драбині природних істот немає пропущених щаблів». Шотландський теолог і натураліст Генрі Драммонд у своєму трактаті «Природний закон у духовному світі» (Natural law in the spiritual world), перекладеному більшістю мов світу, доводив, що науковий принцип неперервності простягається від фізичного світу до духовного.